# Blodhævnen
Blodhævnen er en dansk stum melodramafilm fra 1913 produceret af Filmfabrikken Skandinavien. Filmens instruktør er ukendt.
Filmen havde dansk premiere den 27. august 1912 i Filmfabrikkens egen biograf, Biorama. 

## Handling
Den gamle brændehugger dør i sin seng. Hans unge datter Adele er i det øde hus ude i skoven. En omrejsende sigøjnerstamme finder Adele og tager hende med til fjerne egne, og Adele vokser op blandt sigøjnere. Som voksen tiltrækker hun opmærksomhed fra to rivaliserende sigøjnere, Serena og Pablo. Komponisten Fritz Lorien opdager Adeles sangtalent og hjælper hende med at flygte fra sigøjnerlejren. Flugten fører til til opgør mellem Serana og Pablo, og Serena, der ikke kan beherske sine vilde egenskaber, dræber Pablo. Serana udstødes af sigøjnerstammen og Pablos søster sværger blodhævn.  Adele gifter sig med Lorien, og hun skænker ham en datter, Ina, men Serena kidnapper barnet som hævn, da han tilfældigt en dag kommer forbi Adeles og Loriens hjem. Tolv år går og Lorien dør, hvorefter Adele går i kloster for at dæmpe sin sorg. Hun arbejder som barmhjertig nonne på et hospital.
Imens Serana og Ina turneret rundt på landevejene, hvor de optræder. En dag ser Pablos søster Serena, og tiden er kommet til blodhævnen. Sigøjnerne overfalder Serana, der såres dødeligt, men Ina redder ham fra det sidste dræbene stik. Ina hjælpe Serana til netop det hospital, hvor Adele arbejder som nonne. Serana tilstår sin forbrydelse inden han udånder. Ina genforenes med sin mor.

## Medvirkende
- Helga Tønnesen Hansen	som Adele, brændehuggerens datter
- Christian Møllback som Fritz Lorien, komponist
- Elith Pio som Pietro, sigøjner
- Axel Schultz	Politidetektiv
- Ellen Ferslev Pige hos Fritz Lorien
- Dagmar Birck som Sigøjnerske
- Anna Müller som Ina
- Kathrine Wulff som Sigøjnerske
- Ingeborg Bitter som Abbedisse
- Johannes Kilian som Walter, brændehugger
- Henny Lotinga som Sigøjnerske
- Solborg Fjeldsøe som Nonne
- Karen Brandt som Nonne
- Laura Mehrn som Nonne
- Bertha Nonboe som Nonne
- Glicha Bielawski som Wladiszka, Pablos søster
- Alfred Kjøge som Krovært
- Carl Petersen som Sigøjnerhøvding
- Emy Lund som Gammel sigøjnerske
- Edmund Petersen som Elkan, sigøjner
- Lauritz Hansen som Gonzago Serena, sigøjner
- Jon Iversen som Pablo, Wladiszkas bror, sigøjner
- Christian Kørne som Tjener hos Fritz Lorien

## Reflist
1. ↑  Filmprogram, dfi.dk